# Репки (Хмельницкая область)
Репки (укр. Ріпки) — село в Изяславском районе Хмельницкой области Украины.
Население по переписи 2001 года составляло 775 человек. Почтовый индекс — 30356. Телефонный код — 3852. Занимает площадь 22,715 км². Код КОАТУУ — 6822186301.

## Местный совет
30356, Хмельницкая обл., Изяславский р-н, с. Репки, ул. Полевая, 78